# Ruff Ryders Presents – Best of DMX
Ruff Ryders Presents – Best of DMX – kompilacja zawierająca największe przeboje amerykańskiego rapera DMXa. Została wydana w 2002 roku.

## Lista utworów
1. „My Niggaz” – 1:27
2. „Bring Your Whole Crew” – 3:40
3. „Ruff Ryders Anthem” – 3:34
4. „Damien” – 3:42
5. „Here We Go Again” – 3:52
6. „Party Up” – 4:28
7. „What These Bitches Want”  (featuring Sisqo) – 4:12
8. „What's My Name” – 3:52
9. „Ruff Ryders Anthem” (Mega Mix)  (featuring Master P, Method Man & Redman) – 3:52
10. „Sometimes” (Skit) – 1:07
11. „We Right Here” – 4:29
12. „Damien III” – 3:22
13. „I Miss You”  (featuring Faith Evans) – 4:42
14. „U Could Be Blind”  (featuring Mashonda) – 4:34
15. „Ima Bang” – 5:05
16. „Friend Of Mine' (Dodatkowy utwór) – 3:28